# Bataille d'Ogdensburg
Guerre de 1812
Batailles
- Bataille de l'île Mackinac (1812)
- Bataille de Fort Dearborn
- Bataille de Détroit
- Campagne du Niagara
- Bataille du moulin de Lacolle (1812)

- Bataille de Frenchtown
- Combat de la Shannon et de la Chesapeake
- Bataille de York
- Bataille de la rivière Thames
- Guerre Creek
- Bataille de la Châteauguay
- Bataille de la ferme Crysler

- Bataille de l'île Mackinac (1814)
- Incendie de Washington
- Bataille de Prairie du Chien
- Bataille de Baltimore

- Bataille de La Nouvelle-Orléans

La bataille d'Ogdensburg a lieu le 22 février 1813, durant la guerre anglo-américaine de 1812. Les Britanniques remportent une victoire sur les Américains, et capturent le village d'Ogdensburg dans l'État de New York. Cette victoire enleva la menace américaine pour le restant de la guerre.